# Ulf G. Johnsson
Ulf Gudmar Johnsson, född 3 november 1929 i Maria Magdalena församling i Stockholm, är en svensk skådespelare och kompositör.

## Filmografi
- 1963 – Svenska öden (TV-serie)
- 1964 – Svenska bilder
- 1965 – Modiga mindre män
- 1967 – Mosebacke Monarki (TV-serie)
- 1968 – Asterix och Kleopatra
- 1969 – Pippi Långstrump (TV-serie)
- 1973 – Här kommer Pippi Långstrump
- 2000 – Naken